# Mukkajärvi (Övertorneå socken, Norrbotten)
Mukkajärvi är en sjö i Övertorneå kommun i Norrbotten och ingår i Sangisälvens huvudavrinningsområde. Sjön har en area på 0,198 kvadratkilometer och ligger 125,1 meter över havet.

## Delavrinningsområde
Mukkajärvi ingår i det delavrinningsområde (740682-182292) som SMHI kallar för Inloppet i Jänkisjärvi. Medelhöjden är 168 meter över havet och ytan är 27,69 kvadratkilometer. Det finns inga avrinningsområden uppströms utan avrinningsområdet är högsta punkten. Avrinningsområdets utflöde Sangisälven (Raitajoki) mynnar i havet. Avrinningsområdet består mestadels av skog (82 procent) och sankmarker (13 procent). Avrinningsområdet har 0,24 kvadratkilometer vattenytor vilket ger det en sjöprocent på 0,9 procent.